# Democracia liberal
A democracia liberal ou democracia constitucional é uma forma de governo na qual o Estado é regido e limitado por um texto constitucional que garante a existência de pesos e contrapesos e amplos direitos políticos e liberdades civis aos cidadãos, como liberdade de associação, liberdade de reunião, liberdade de expressão, direito ao voto, elegibilidade para cargos públicos, eleições livres e justas, igualdade perante a lei, respeito pelos direitos humanos e à dignidade da pessoa humana etc. 
Grande parte dos estudiosos considera que o termo democracia isoladamente negligencia o caráter indireto do regime, em particular dos mecanismos muito bem estabelecidos que são designados a restringir a regra da maioria, tais como o bicameralismo e o controle de constitucionalidade. Portanto a tendência de ligar a raiz "democracia" a alguma outra palavra (ex.: república democrática), ou alguma outra palavra a democracia (ex.: democracia representativa).

## História
A democracia liberal surgiu em meados do século XVII na Inglaterra com o fim do absolutismo e adoção da Monarquia Parlamentarista devido à Guerra Civil Inglesa e à Revolução Gloriosa e no final do século XVIII nos EUA com a Independência, e na França com a Revolução Francesa .

## Conceito
O recurso constante para designação de compostos oferece uma pista importante sobre a estrutura subjacente da democracia constitucional. O uso de duas palavras sugere que esse regime não é um tipo puro ou simples, mas é, de fato, baseado numa fusão de dois princípios governamentais. Em cada um dos termos compostos empregados, há o germe dos dois conjuntos de ideias.
Uma das palavras sempre aponta para a proteção de direitos, governo limitado, e processos de tomada de decisão deliberativos — características que constituem o núcleo do constitucionalismo moderno; esse conjunto de ideias é dado, sob o risco de ser cansativo, pela palavra constitucional em democracia constitucional e república constitucional, por representativa em democracia representativa, por liberal em democracia liberal, e por república em república democrática. A outra palavra nesses compostos sempre aponta para a regra pelo povo e para uma compreensão democrática de justiça de acordo com a qual o governo existe para promover os interesses do povo como um todo (ou a maioria), não os interesses de uma elite ou designada minoria (esse conjunto de ideias é dado pela palavra democracia em democracia constitucional e em democracia liberal, por democrática em república democrática, por representativa em república representativa, e por república em república constitucional).
Essa forma de governo está baseada na referenciação do "ser" cidadão em si. Segundo Alexis de Tocqueville, a "potencialidade" humana só é possível através de um nível de excelência educacional e de uma orientação política embasados na ética e na liberdade individual.